# Cramer-Klett-Park

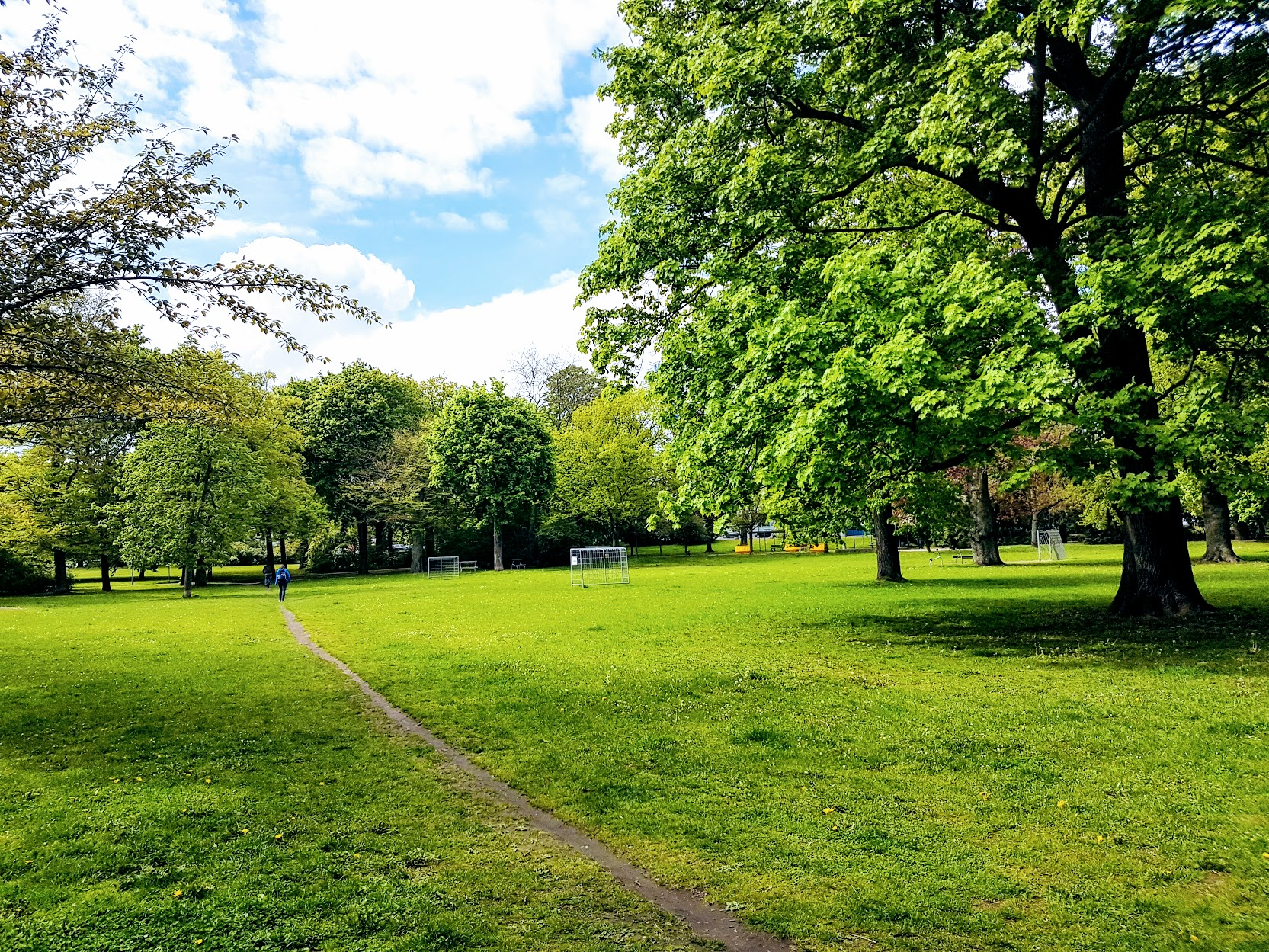
Wiesenflächen mit prägendem Baumbestand

Der Cramer-Klett-Park ist ein kleiner Park in Nürnberg.

## Lage
Der Cramer-Klett-Park liegt östlich des Nürnberger Zentrums zwischen Laufertorgraben, Äußerer Cramer-Klett-Straße, Keßlerstraße und Keßlerplatz. Der Quartierspark hat eine Größe von 4 Hektar.

## Geschichte

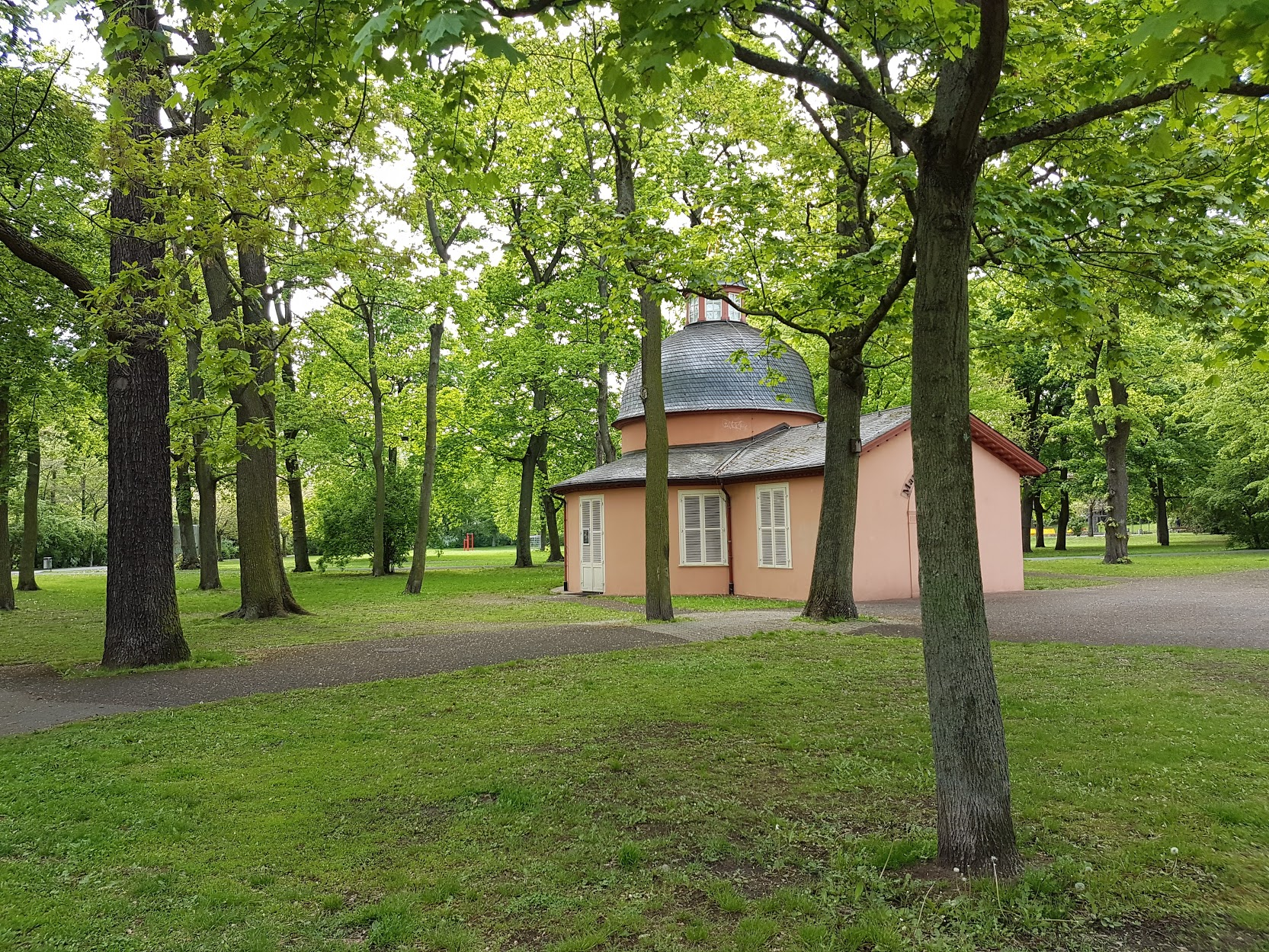
Apollotempel

In den früheren Gärten bei Wöhrd, welche zum Anbau von Obst und Gemüse genutzt wurden, legte im 19. Jahrhundert die Familie Cramer-Klett um ihre repräsentative Villa einen großzügigen Garten an. 1823 wurde der Apollotempel, ein überkuppelter Rundbau mit Vorbau, als klassizistisches Gartengebäude errichtet. Die Frauenfigur auf der Kuppel, von Philipp Kittler erschaffen, wurde aber erst 1934 hinzugefügt.
1929 erwarb die Stadt Nürnberg das Anwesen im Zusammenhang für die Planungen einer Stadthalle, 1931 wurde die Grünanlage der Öffentlichkeit zugänglich gemacht. In der Zeit des Nationalsozialismus bezog Julius Streicher die Villa, der Park wurde wieder geschlossen und im Zweiten Weltkrieg stark zerstört. Die vorhandenen Gebäude wurden mit Ausnahme des Apollotempels abgerissen.
In den 1960er Jahren wurde der Park als öffentliche Grünanlage gestaltet. Lediglich der Apollotempel hat als prägendes Gestaltungselement die Zeiten überdauert und fungiert als Relikt der einstigen Gärten. Die neu angelegte Wegeführung nahm Rücksicht auf den vorhandenen Baumbestand. Die Gestaltung und Möblierung (Sitzterrassen mit Pergolen, Brunnenanlage, Pflanzungen) entsprachen dem Zeitgeist der 60er Jahre. 1963 eröffnete im Apollotempel das Nürnberger Marionettentheater. 2000 fiel der Tempel einer Brandstiftung zum Opfer, brannte nieder und wurde nach drei Jahren wieder eröffnet. Lediglich der Spielplatz im westlichen Teil der Parkanlage wurde in den letzten Jahren saniert. Im Rahmen des Masterplans Freiraum und des Aktionsplanes „Kompaktes Grünes Nürnberg 2020“ wird die Grünanlage generalsaniert. Seit 2016 findet in diesem Zusammenhang eine Bürgerbeteiligung statt.